# Тюнг
Тюнг — річка у північній частині східного Сибіру, в Якутії. Ліва притока Вілюю (басейн Лени).

## Характеристика
- Довжина — 1092 км.
- Площа басейну — 49 800 тис.км².

## Географія
Бере початок на Середньосибірському плоскогір'ї, нижче перетинає Центральноякутську рівнину.

## Опис
Русло звивисте, у заплаві багато озер. Замерзає у жовтні, скресає наприкінці травня — на початку червня.

## Живлення
- Снігове.
- Дощове.

## Притоки
- Чімідікян (ліва)
- Джиппа (ліва)

## Використання
Судноплавна на відстані 273 км від гирла. Нерегульоване судноплавство.